# جبهه غربی (شوروی)
جبهه غربی (به روسی: Западный фронт) یکی از جبهه‌های ارتش سرخ، در طول جنگ جهانی دوم بود.
جبهه غربی در ۲۲ ژوئن ۱۹۴۱ از منطقه نظامی ویژه غربی (که قبل از ژوئیه ۱۹۴۰ به عنوان منطقه ویژه نظامی بلاروس شناخته می‌شد) ایجاد شد. نخستین فرمانده جبهه دمیتری پاولوف بود.